# رابيدو دي بوزاس
نادي رابيدو دي بوزاس هو نادي كرة قدم إسباني يتمركز في بوزاس، رعية فيغو، في منطقة غاليسيا ذاتية الحكم. تأسس في عام 1914 ويلعب حاليا في الدرجة الثانية ب – المجموعة 1، ويستضيف مبارياته في ملعب بالتازار بوخاليس، بسعة 1500 متفرج.